# Eremobodes pectinatus
Eremobodes pectinatus är en kvalsterart som beskrevs av Arthur P. Jacot 1937. Eremobodes pectinatus ingår i släktet Eremobodes och familjen Autognetidae. Inga underarter finns listade i Catalogue of Life.